# Löcherbergwasen

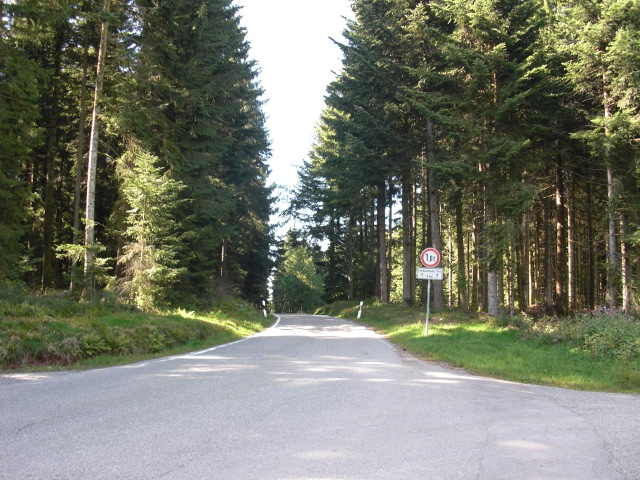
Passhöhe Schäfersfeld

Als Löcherbergwasen (seltener: Löcherwasen) wird eine Passhöhe (656 m) im Schwarzwald zwischen Löcherberg im Renchtal und Zell am Harmersbach bezeichnet.
Die etwas höher gelegene (752 m) Alternativstrecke K 5354 zweigt etwa 500 m nördlich der Passhöhe ab und führt westlich über Nordrach ebenfalls nach Zell am Harmersbach. Da sie das Schäfersfeld (780 m) nahezu umrundet, wird diese Straße gelegentlich auch als Schäfersfeld-Pass bezeichnet.
Beide Straßen sind durchgängig asphaltiert und knapp zweispurig ausgebaut.

## Lage und Umgebung
Auf der Passhöhe gibt es einen Wanderparkplatz mit Kiosk und einen Trinkwasserbrunnen.
Westlich der Passhöhe, zwischen den beiden Straßen, liegen die Lindenbachhöhe (788 m) und das Felsenmeer Heidenkirche, östlich der Fürstenkopf (794 m).
Der Schwarzwald-Querweg Gengenbach–Alpirsbach kreuzt die Straße über den Löcherbergwasen.
Am Schäfersfeld befindet sich der Startplatz Oppenau Ost für Gleitschirmflieger.